# ハリーファ・ビン・ザーイド・アール・ナヒヤーン
ハリーファ・ビン・ザーイド・ビン・スルターン・アール・ナヒヤーン（アラビア語: خليفة بن زايد بن سلطان آل نهيان, ラテン文字転写: Khalīfa bin Zāyid bin Sultān Āl Nuhayyān, 1948年1月25日 - 2022年5月13日）は、第2代アラブ首長国連邦大統領（在任：2004年11月3日 - 2022年5月13日）で、連邦内最大の国アブダビ首長国の首長。
日本語の報道では、長母音やアールを省略したハリファ・ビン・ザイド・ナヒヤン、ハリファ・ビン・ザイド・ナハヤンと表記される例が見られる。

## 生涯
アブダビ首長国の首長の弟として地方で知事を務めていたシャイフ・ザーイドの長男として生まれた。生年は1947年とする説もある。父の第一夫人である母は父の従兄でアブダビ首長家ナヒヤーン家の重鎮であったシャイフ・ムハンマドの娘であり、父がアブダビの首長に即位すると首長位の第一継承者として遇せられた。
1971年にアブダビ首長ザーイドが主導して、ペルシア湾岸の旧イギリス保護国の小首長国が連合してアラブ首長国連邦を結成すると、連邦大統領に就任した父ザーイドのもとで連邦副首相に就任した。1976年には連邦軍副司令官となり、30年以上にわたって大統領を務めた父を補佐した。アブダビ国内においても、また石油政策の決定権を握る最高石油評議会の議長を務めるなど、首長世子として重要な役職を長らく任せられた。

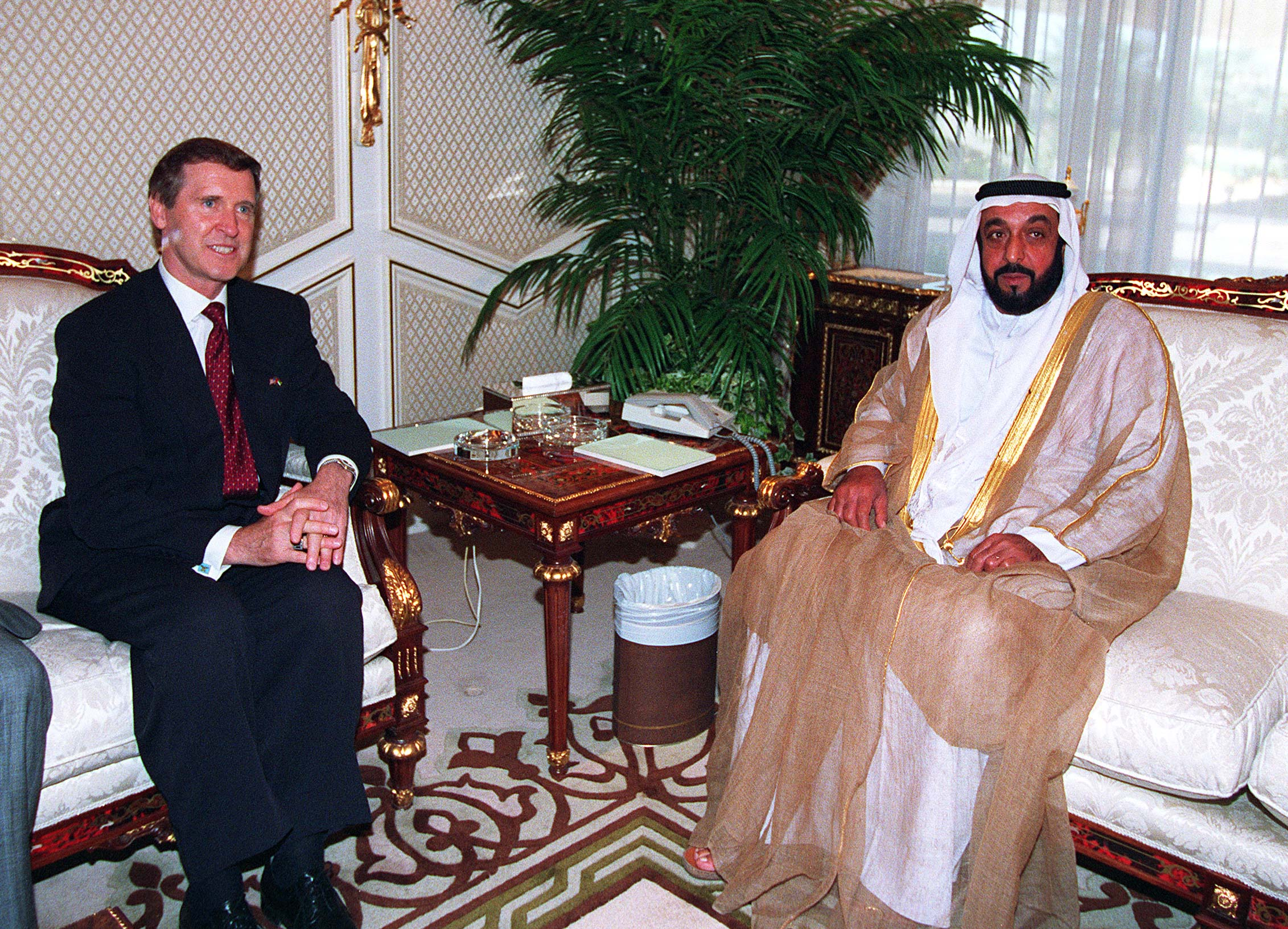
1997年6月17日、ウィリアム・コーエン・アメリカ合衆国国防長官と会談するハリーファ皇太子（いずれも当時）

2000年代に入ると高齢のザーイドの健康不安が表面化したが、すでにハリーファがアブダビの首長位と連邦における父の役割を継承することは既定路線化しており大きな混乱は起こらなかった。2004年11月2日にザーイドが病死するとアブダビの第15代首長に即位し、翌日には連邦の最高評議会で第2代大統領に選出された。首長世子には異母弟ムハンマド（ザーイドの三男、1960年生まれ）が指名された。以降、大統領に再選され続け、最新では2019年11月6日に4選されている。
大統領に就任したハリーファは連邦予算の70%を拠出する連邦の盟主アブダビの指導者として、石油収入に支えられて発展してきたアラブ首長国連邦の繁栄を持続させてゆくことが周囲から期待される。

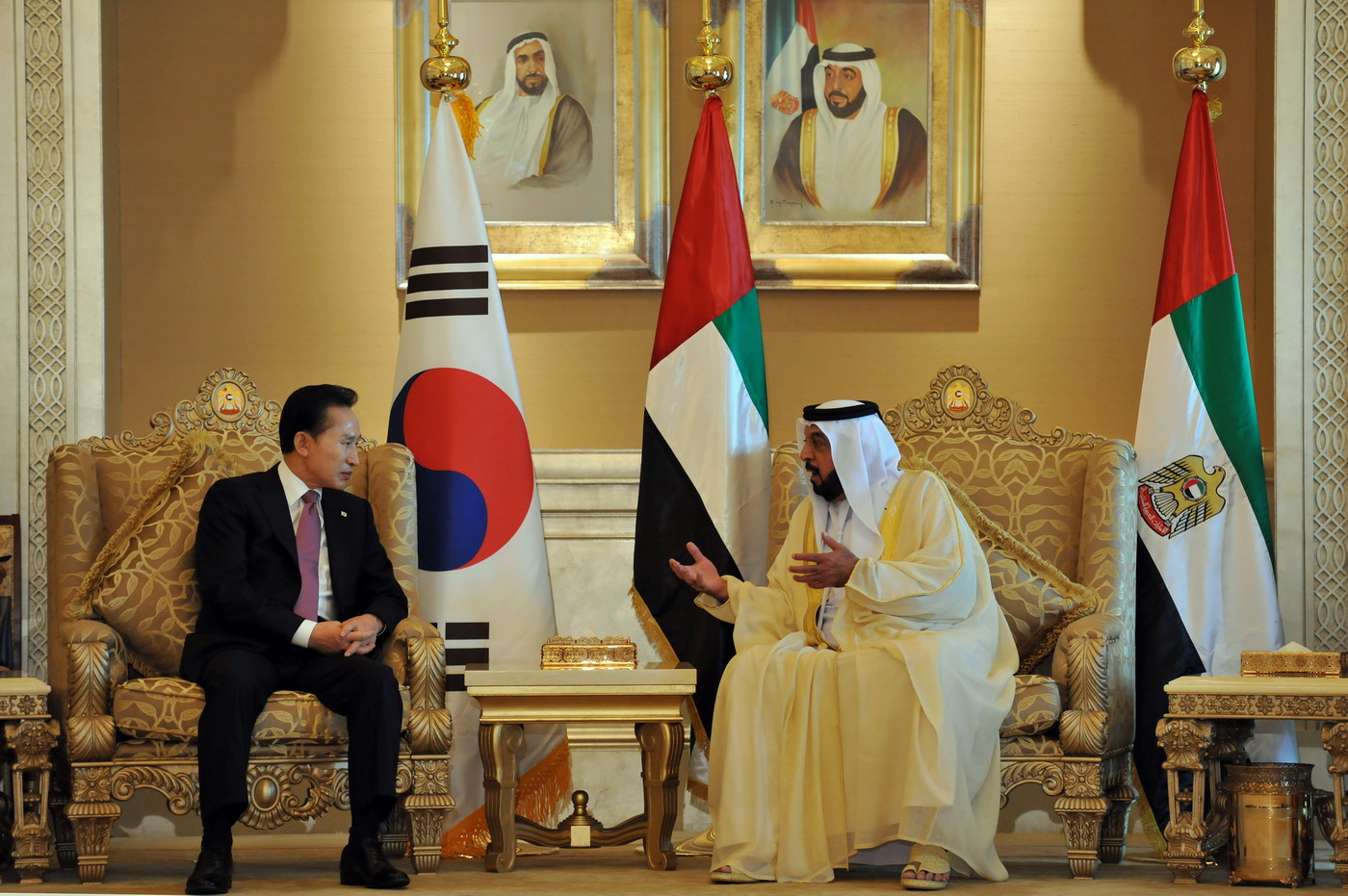
2009年12月27日、李明博・大韓民国大統領と会談するハリーファ大統領（いずれも当時）

2010年1月4日、ドバイの超高層ビル、ブルジュ・ドバイのオープンに伴い、正式名称がアラブ首長国連邦の大統領として君臨するハリーファの名前にちなみ「ブルジュ・ハリーファ」に変更された。
2014年、ハリーファは脳卒中を発症した。その後、容体は回復し、安定している。ハリーファが脳卒中を発症した後は、首長世子のムハンマド・ビン・ザーイド・アール・ナヒヤーンがアブダビ首長国の運営・意思決定を担っている。
その後在位中であったが、2022年5月13日に薨去した。